# Condillac (Drôme)
Condillac é uma comuna francesa na região administrativa de Auvérnia-Ródano-Alpes, no departamento de Drôme. Estende-se por uma área de 9,57 km². Em 2010 a comuna tinha 147 habitantes (densidade: 15,4 hab./km²).